# Doktorlar (serie televisiva 2006)
Doktorlar ("Dottori") è una serial televisivo turco prodotta dal 2006 al 2011 da Mediapım. Tra gli interpreti principali, figurano Gözde Mukavelat, Devrim Nas, Kutsi, Mehtap Altunok, İlker İnanoğlu, Leyla Göksun, ecc.
La serie consta di 4 stagioni, per un totale di 97 episodi.
In Turchia, la serie è stata trasmessa in prima visione dall'emittente Show TV. Il primo episodio fu trasmesso in prima visione il 28 dicembre 2006; l'ultimo, il 14 febbraio 2011.

## Trama
La serie racconta di alcuni medici di un ospedale di Istanbul, considerato il miglior ospedale del Paese.

## Episodi
| Stagione         | Puntate | Prima TV Turchia | Prima TV Italia |
| ---------------- | ------- | ---------------- | --------------- |
| Prima stagione   | 26      | 2006             | inedita         |
| Seconda stagione | 41      | 2007             | inedita         |
| Terza stagione   | 20      | 2008             | inedita         |
| Quarta stagione  | 10      | 2011             | inedita         |